# Elena Verdes Montenegro
Elena Verdes Montenegro Martín (Alicante, 8 de junio de 1904-México, 1 de diciembre de 1995) fue una pintora española del s. XX y Catedrática de Dibujo que formó parte de la Generación del 27. Fue un miembro activo del Círculo de Bellas Artes y ocupó un puesto en la dirección del área de Artes Plásticas, en el Ateneo de Madrid. Su trayectoria profesional ayuda a entender el panorama artístico español en el periodo previo a la guerra civil, ya que contó con una participación destacada a lo largo de una década. En 1939, se exilió a México y nunca regresó a España.
La figura de Elena Verdes Montenegro contribuyó a la visibilización de la mujer dentro de la pintura española, gracias a su implicación en exposiciones y certámenes artísticos de Madrid, en un periodo en el que la participación de la mujer era todavía muy reducida. Su presencia fue distinguida por la prensa de la época y equilibró el papel femenino dentro de los círculos artísticos a lo largo de la década de los veinte y de los treinta. Participó activamente en instituciones como la Asociación de Pintores y Escultores de Madrid, el Ateneo, así como fue una de las primeras catedráticas de Dibujo en España.

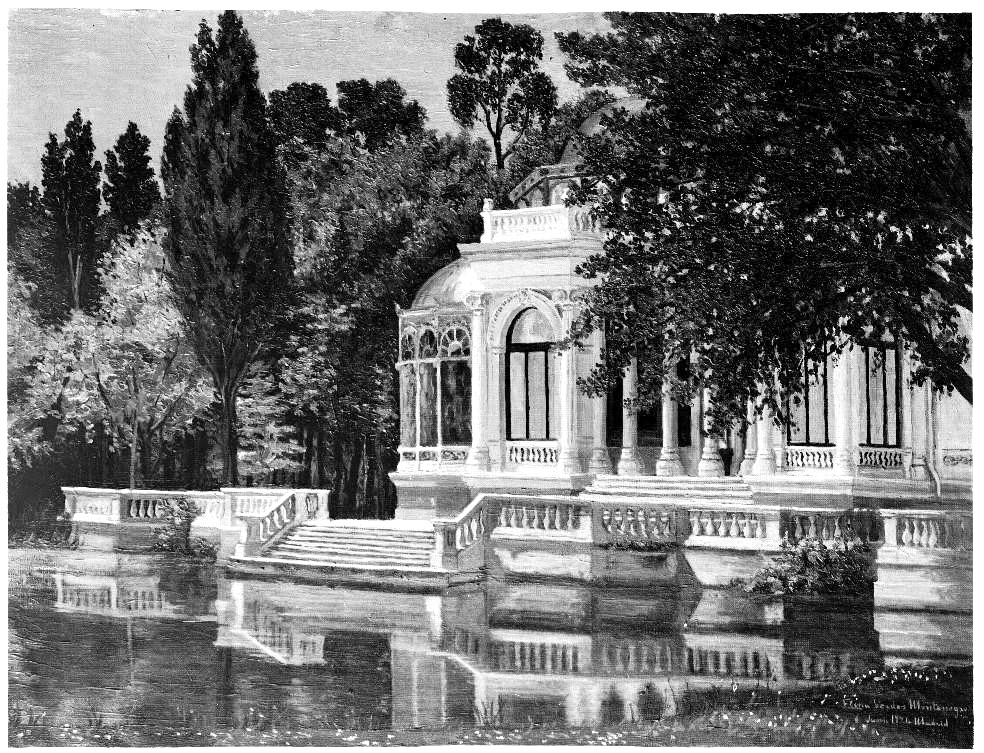
Palacio de Cristal. Archivo Moreno. Instituto del Patrimonio Cultural de España. MCD

## Biografía
Elena nació en Alicante y perteneció a un importante linaje de militares y caballeros.Era hija de José Verdes Montenegro y Montoro y de Justa Martín Chozas. Su padre, oriundo de Madrid, fue catedrático de Psicología, Lógica, Ética y Derecho. Era un gran orador y estuvo afiliado al partido socialista (PSOE), formando parte de las listas y destacando su labor en la zona levantina. José fue un importante referente para sus hijas, tanto por su compromiso político como por su implicación en la cultura y en la educación.

### Infancia y juventud
Sus progenitores contrajeron matrimonio en la ciudad de Toledo y, tras varios destinos por la península española, Verdes Montenegro obtuvo la cátedra en el Instituto Jorge Juan de Alicante, en 1901 Por esa razón, Elena y su hermana Consuelo nacieron en esta ciudad. Elena era la pequeña y mantuvo una relación muy estrecha con su hermana hasta su muerte, siendo esta un apoyo indispensable para el desarrollo de su vida profesional tanto en España como en el posterior exilio en México. 
Recibieron una cuidada educación dentro del sistema Libre de Enseñanza, esta les permitió tener un perfil destacado en círculos culturales de marcada índole masculina. La familia permaneció en Alicante hasta, aproximadamente, 1917 cuando su padre solicitó el traslado al Instituto de San Isidro de Madrid y se marcharon a vivir a la capital.

### Periodo artístico
Una vez en Madrid, continuó su formación en la Escuela de Artes y Oficios de esta ciudad, siendo compañera de Remedios Varo y Elvira Gascón. Este contacto con el arte le animó a mostrar su trabajo, haciendo aparición en el mundo artístico en el V Salón de Otoño, celebrado en el Palacio de Cristal del Retiro en 1924. Elena tenía 20 años y presentó dos óleos muy bien ejecutados, un paisaje que representaba el Palacio del Cristal y el otro lienzo era una naturaleza muerta. En la misma coincidió con la pintora catalana Lluïsa Botet i Mundi y Julia Peguero de Trallero. Ese año se hizo socia de la Asociación de Pintores y Escultores, encargada de esta muestra, y su participación en el Salón de Otoño será constante hasta la Guerra Civil. Elena también participó dos años en la Exposición Nacional de Bellas Artes, concretamente en las de 1926 y 1930.
En 1928, fue nombrada socia de mérito, apareciendo por primera vez una ilustración suya en la revista especializada de la Gaceta de Bellas Artes. En ese periodo era compañera de María Corredoira, María Muntadas y María Nueve-Iglesias Serna. Al año siguiente, participó en la exposición Interiores y bodegones, en la que expuso junto con Mariano Benlliure, Cecilio Pla, María Luisa Pérez Herrero y Julia Alcayde, entre otros. Seguidamente, fue invitada a la Exposición Internacional de Barcelona y, en octubre, coincide con María Sorolla, María Roesset, Nelly Harvey y Ángeles Santos en el IX Salón de Otoño. En 1930, tras participar en el Salón de Otoño y en la Nacional, fue elegida secretaria cuarta del área de Artes Plásticas del Ateneo de Madrid, institución en la que ingresó con el número de socia 15431, y con la que su padre había tenido mucha implicación. En esos años, su hermana Consuelo también desempeñó el cargo de secretaria cuarta de la sección de Música desde 1933 a 1936 y del mismo modo, su padre fue Vicepresidente de la sección de Pedagogía y posteriormente de Filosofía. 
La actividad de la pintora en esos años fue muy intensa y no descuidó su producción artística, asistiendo a los Salones de Otoño con regularidad hasta 1933.

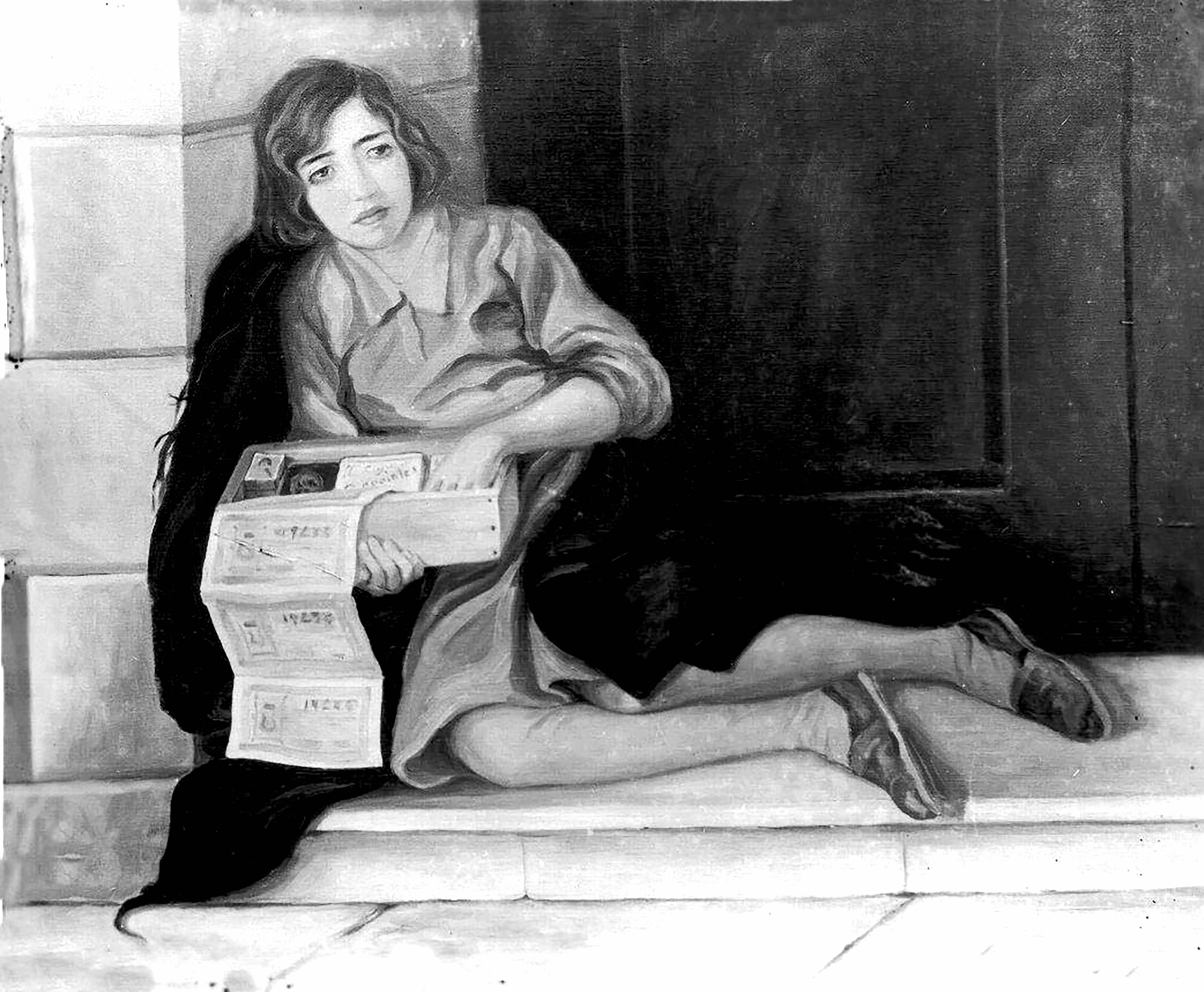
Vendedora de lotería. Archivo Moreno. Archivo Moreno. Instituto del Patrimonio Cultural de España. MCD

"Elena Verdes Montenegro con su “Rincón de Fontaine Lande” paisaje rico en jugosidad, exacto en luminosidades y pleno de esa dulce placidez que caracteriza la obra de esta joven artista de cuyo porvenir no dudo".
Regina. El noticiero Gaditano, 1926

### Exposición individual
En mayo de 1933, Elena Verdes realizó una exposición individual en el Círculo de Pintores y Escultores. La muestra estuvo compuesta por  34 lienzos que se dividían en: retratos, paisajes, marinas y bodegones. La exposición recibió muy buenas críticas, consolidándola como uno de los referentes pictóricos femeninos del momento. Sin embargo, su actividad profesional en el campo de la docencia y la posterior Guerra Civil, fueron silenciando gradualmente su actividad pictórica.

### Periodo docente
En 1933, el Ministerio de Instrucción Pública aprueba un decreto donde se fijan las normas a las que se han de ajustar la sustitución de la enseñanza religiosa por la laica. Con este objetivo se convocan los Tribunales para los cursillos para la sustitución de la enseñanza de las Congregaciones Religiosas. A los mismos concurren más de 700 artistas, en la especialidad de Dibujo, y pasan el primer ejercicio 150 personas. En esta convocatoria aprobaron 144 candidatos de los que 18 fueron mujeres, es decir un 12’5%, entre ellas se encontraban además de Elena, Maruja Mallo, María Rosa Bendala Lucot, Matilde Calvo Rodero.
Tras aprobar los exámenes a la Cátedra de Dibujo, comenzó su periodo en prácticas, desarrollando su actividad docente en el Instituto Local de Segunda Enseñanza de Oñate y posteriormente en el instituto Alcázar de San Juan. Todos los aprobados quedaron en situación de interinidad a lo largo de tres años, hasta que en 1936 el Consejo de Ministros acordó incorporarlos al escalafón de Catedráticos de Institutos de Segunda Enseñanza a propuesta de la Instrucción Pública y Bellas Artes.

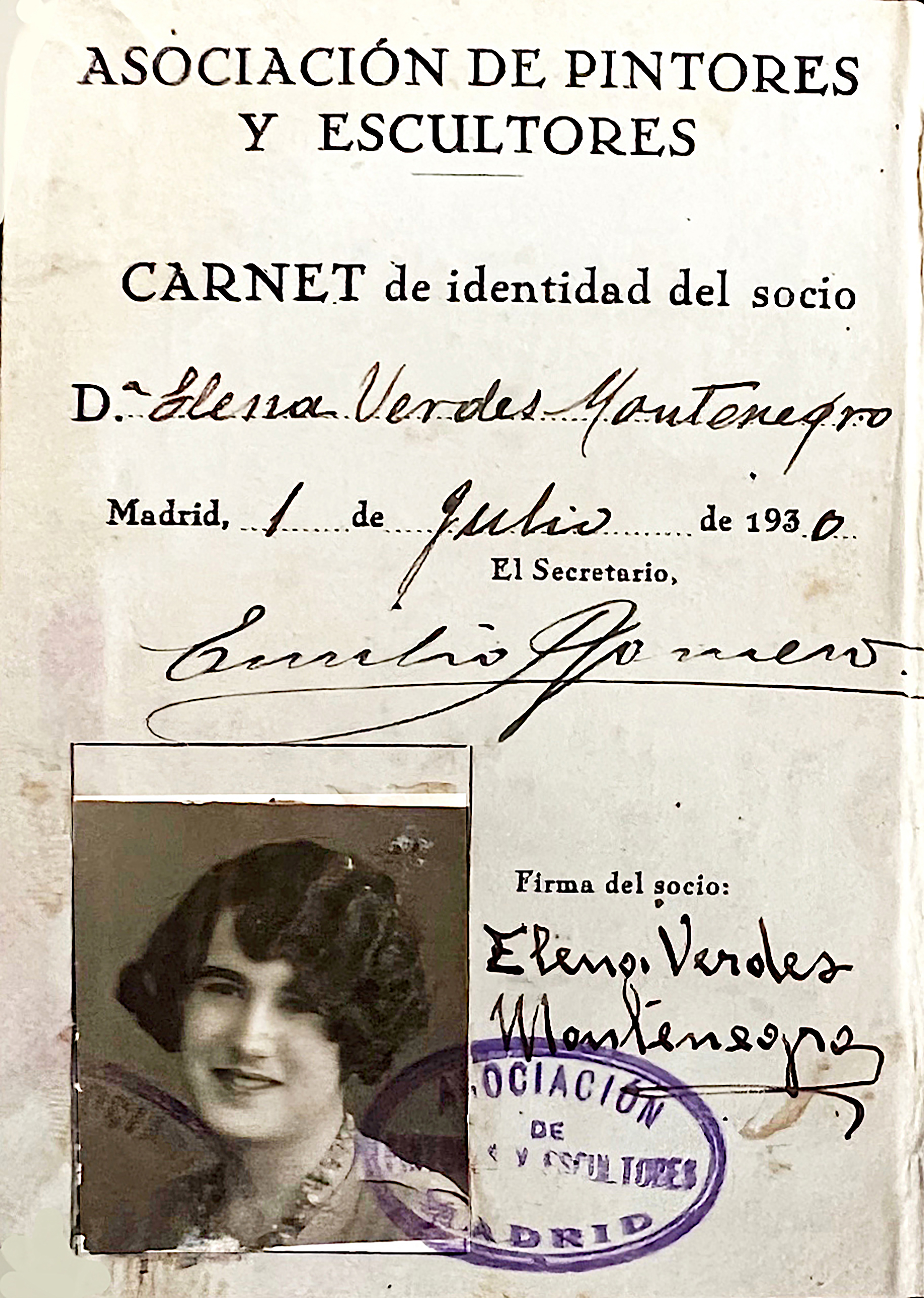
Carnes de la Asociación de Pintores y Escultores. Col. Navarro López

### Guerra Civil y exilio
La inestable situación política desembocó en la guerra civil española, lo que supuso un momento de ruptura social que truncó el futuro de muchas personas. Durante el periodo bélico, su padre fue detenido y se inicia un trámite por desafección al régimen que finalmente quedó archivado. Sin embargo, la familia se trasladó a Barcelona y, Elena y su padre, comenzaron a trabajar en el Instituto Maragall.
En marzo de 1939, al terminar la guerra, emprendieron la huida a Francia donde permanecieron en Les Bernardoux en Marsac en Dordoña, cerca del distrito de Périgueux hasta consolidar su exilio a bordo del buque Sinaia destino a Veracruz. Una vez allí, se instalaron en México DF. Elena formó parte de las primeras plantillas de profesores que trabajaron en el Luis Vives que fue creado por los españoles con la ayuda de los fondos de CTARE y SERE y desarrolló una pedagogía ligada a la Institución Libre de Enseñanza. Al poco tiempo de estar allí, falleció su padre el 31 de diciembre de 1939, hecho que la situó como cabeza de familia.
Al año siguiente, contrajo matrimonio con el aviador español José Antonio López Garro, fruto de cuya unión nació Elena Josefina, su única hija que seguiría su estirpe en tierras mexicanas.
José Antonio comenzó a trabajar en la imprenta de Santiago Galas Arce, un santanderino que emigró a México a principio de siglo y que levantó una gran imprenta. Esta empresa desarrolló un papel fundamental, ya que dio trabajo a muchos artistas exiliados españoles.  La relación del matrimonio con Santiago en ese periodo fue muy estrecha, siendo este testigo de su boda y, posteriormente, padrino de su hija.
Verdes Montenegro, gracias a su condición de catedrática pudo desarrollarse profesionalmente en el campo de la docencia, impartiendo la materia de Artes Plásticas. Tras su trabajo en Luis Vives ejerció en la Universidad de Valdepeñas e impartió clases de dibujo y pintura de carácter privado. En su etapa transoceánica también se desarrolló dentro del campo de la pintura mural, como en las Iglesias de Jesús María, San Rafael Arcángel y San Benito Abad, entre otros muchos encargos.
A nivel expositivo su presencia en los certámenes artísticos no fue muy relevante, pues dirigió su faceta profesional hacia un trabajo remunerado que le permitiera sacar adelante a su madre, hermana e hija, que dependían económicamente de ella, en esta línea sólo se tiene certeza de la participación en la Exposición de Pintura Española, organizada por la Junta de Cultura Española y en la que participaron otras artistas como Elvira Gascón o Soledad Martínez.
Elena Verdes Montenegro falleció a la edad de 91 años, manteniendo una actividad muy intensa en el campo pictórico hasta una edad muy avanzada.